# Légion arménienne
Pour les articles homonymes, voir Légion arménienne (homonymie).
 (mars 2018).
La Légion arménienne, établie en application de l'accord franco-arménien de 1916, était une unité de la Légion étrangère de l'Armée française. La Légion arménienne fut mise sur pied pendant la Première Guerre mondiale pour combattre l'Empire ottoman. Initialement nommée Légion d'Orient, elle fut rebaptisée Légion arménienne le 1er février 1919. Ses soldats furent surnommés Gamavor (« volontaires ») par les Arméniens.

## Plans initiaux
La décision d'établir la Légion d'Orient fut signée à Paris le 15 novembre 1916 par le général Roques, ministre de la Guerre, et le général Lacaze, ministre de la Marine.
Ce document disposait que :
- la Légion d'Orient serait stationnée à Chypre ;
- des Arméniens et des Syriens de nationalité ottomane pouvaient être volontaires ;
- la Légion serait commandée par des officiers français ;
- les appelés auraient un statut équivalent aux soldats français et seraient sous la responsabilité du ministère de la Guerre ;
- le commandant d'infanterie Louis Romieu surpeviserait l'établissement de la Légion ;
- la Légion devait être déployée en Cilicie, connue maintenant comme Çukurova, sur la côte du Sud-Est de l'Asie Mineure (Turquie moderne) ;
- la somme de 10 000 francs serait allouée en Syrie à l'établissement de camps, sur le budget de guerre de la Marine française ;
- des volontaires seraient rassemblés par des comités arméniens locaux et envoyés à Bordeaux et Marseille, et les frais de déplacement seraient remboursés par le gouvernement français.

## Établissement
Les négociations de Boghos Nubar Pacha avec les autorités françaises et britanniques (Sykes et Picot) ont abouti à la formation de la Légion d'Orient. La Légion a été établie officiellement au Caire, Égypte en novembre 1916, avec l’accord du ministère des Affaires étrangères français et une délégation arménienne. Plusieurs organisations arméniennes ont contribué à former plusieurs bataillons pour la future Légion arménienne.
Les parties se sont mises d'accord sur les éléments suivants :
- la création de la Légion avait pour but d’autoriser la contribution arménienne à la libération de la Cilicie de l’Empire ottoman et d'aider les Arméniens à réaliser leurs aspirations nationales en créant un État dans la région ;
- la Légion devait combattre uniquement l’Empire ottoman, et seulement en Cilicie ;
- la Légion devait devenir le noyau de la future armée arménienne.

Le nombre de volontaires était équivalent à 6 bataillons, chacun contenant 800 volontaires et avec 6 bataillons supplémentaires prévus. Des comités arméniens organisaient le processus de conscription pour recruter ces soldats en France et aux États-Unis.
Composée à 95 % d’arméniens, la Légion a inclus des réfugiés arméniens ottomans, d'anciens prisonniers de guerre et des résidents permanents d’Égypte, d'Amérique et d'Europe. On a dit à l'époque que la majorité des soldats étaient des recrues de la communauté arméno-américaine ou des survivants de la région du Musa Dagh, rescapés du Génocide arménien qui vivaient dans des camps de réfugiés à Port-Saïd en Égypte.
Sous le commandement du général Edmund Allenby, la Légion, se battant en Palestine, en Syrie et finalement en Cilicie, a recueilli les félicitations du gouvernement Clemenceau et de ses alliés de l’Entente.

## Actions durant la Première Guerre mondiale
Après la formation initiale à Chypre, la Légion a été d'abord déployée en Palestine, a aidé les armées françaises et britanniques contre l'Allemagne et l'Empire ottoman. La Légion s'est notamment illustrée lors de la bataille d'Arara (en), lors de laquelle son rôle fut décisif.
Après la guerre, elle est déployée en Cilicie (sud-est de l'Anatolie), conformément à la décision initiale. Elle est la principale force française d'occupation de la région, et doit servir de noyau à une armée nationale arménienne en Cilicie. Elle fut active autour des villes d’Adana et de Mersin, impliquée dans des escarmouches avec des agents kémalistes, successeurs des criminels Jeunes-Turcs.
En mai 1919, les Arméniens ont déclaré un État indépendant en Cilicie. Cependant cet État eut une existence courte puisque la France a dissout la Légion arménienne et reconnu la souveraineté de la Turquie sur la région en 1920.

## Actions après la guerre[1]
Après la guerre, la Légion arménienne devient la principale force française d’occupation de la Cilicie. L’armée turque évacue la région et la population arménienne (150 000 personnes qui ont fui les massacres des Jeunes-Turcs) y est rapatriée précipitamment depuis la Syrie, alors contrôlée par les Britanniques.
Toutefois en Anatolie, l’armistice est contesté et une guerre civile éclate, opposant un sultan désavoué et un héros de guerre nationaliste, Mustafa Kemal. Ce dernier prend rapidement le dessus et engage le combat pour étendre les frontières imposées par les Alliés, initiant la guerre d’indépendance turque (1919-1922). Or au lendemain du génocide et de la guerre, les tensions entre Arméniens et musulmans demeurent vivaces en Cilicie et sont enflammées tant par la propagande du nouveau dirigeant nationaliste turc Mustafa Kemal, que par les conditions déplorables du rapatriement des Arméniens et des violences vengeresses de la Légion.
Face aux avancées turques, constatant les vives tensions au sein de la population de Cilicie, se remettant à peine d’une guerre éprouvante, et sans que le gouvernement alloue un minimum de moyens, la France avait peu de marges de manœuvres. Les autorités ont donc finalement préféré abandonner la Cilicie et trahir ses promesses initiales pour mieux garder le contrôle sur les mandats du Liban et de Syrie, et pour entretenir des relations cordiales avec la Turquie naissante. Le traité d'Ankara (1921), signé par la France et la Turquie, marque le départ des Français de la Cilicie et l'échec de la tentative d'État arménien dans cette région toujours dominée par la Turquie.